# Ocoba melanophila
Ocoba melanophila är en fjärilsart som beskrevs av Dyar 1914. Ocoba melanophila ingår i släktet Ocoba och familjen mott. Inga underarter finns listade i Catalogue of Life.